# لوزنا (ترستنیک)
لوزنا (به صربی: Lozna) یک منطقهٔ مسکونی در صربستان است که در Trstenik واقع شده‌است. لوزنا ۳۸۰ نفر جمعیت دارد.